# La caiguda
La Chute (en català La caiguda) és la tercera novel·la de l'escriptor francès Albert Camus. Un home, que es presenta sota el pseudònim de Jean Baptiste Clamence, exerceix d'advocat o més aviat de "jutge penitent" (com ell mateix es denomina) a Amsterdam, després de la Segona Guerra Mundial. El bar "Mexico City" és el punt de partida on el personatge comença a narrar, per a un nouvingut, la seva vida. El personatge principal revelarà detalls del seu treball com a jutge penitent i sobre el seu passat. De nou, Camus es val de les metàfores per indagar dins de la naturalesa humana i l'absurditat de l'existència. Els personatges en aquest llibre són intranscendents, a no ser el mateix Jean Bapstiste o el seu amic, Duguesclin, la qual cosa ajuda el lector a entendre l'aïllament psicològic en el qual es troba el protagonista.
Es considera una obra fonamental de la literatura francesa de la postguerra i un clàssic de l'existencialisme, publicada el 1956, un any abans d'obtenir el Nobel de Literatura.

## Filosofia
És una novel·la essencialment filosòfica. Versa sobre l'existència, la falta o la tergiversació dels valors, la innocència i la culpa, el sense sentit d'una vida inevitable; Camus, amb la seva magistral noció filosòfica de l'absurd, profetitza la naturalesa humana, el dolor, amb tot el que arrossega i els temps que vindran. L'existència, la llibertat, l'ateisme i la societat, formen part d'un tot absurdista de Camus.

## Model literari
La narrativa de Camus és senzilla, per mitjà de sentències lògiques, les quals condueixen a diferents conclusions depenent del mètode fet servir i que ens deixa aquest inconclús sabor de les alternatives. Es considera una novel·la curta, narrada en primera persona a un interlocutor invisible i mut, amb qui clarament pot identificar-se el lector. L'ambient és peça fonamental d'aquesta obra i ens desvela aquest canvi i constant esdevenir del protagonista. No és estrany en Camus l'ús d'un to poètic per a evocar llocs i paisatges, i aquesta novel·la no n'és l'excepció. Altres característiques presents són la notable divisió gràfica i no expressa dels quatre capítols, la sobrietat en els recursos literaris i una redacció una mica particular, sota el pretèrit imperfet de subjuntiu.

## Sinopsi
En aquesta novel·la, s'aborda el jo, l'ego, la consciència, la culpa i el desarrelament. En recordar la jove suïcida inerta en les aigües del Sena, es fa una analogia amb la vida de Clamence, que, de ser un reeixit advocat, cau fins al punt de convertir-se en un ésser abominable, esfondrant-se professionalment i personal.
Una lectura detallada presenta un mirall davant del qual observem el menyspreable de la moralitat, així com les contradiccions de tot ésser humà. No falta una intel·ligent al·lusió a l'ocupació nazi i a la guerra, amb els seus horrors i sofriments. Els seus plantejaments sobre el balanç entre la justícia i les llibertats individuals, el temor a un futur en què l'ètica se cenyeixi només a interessos personals, són motius pels quals, alguns, continuen considerant-la una obra de la resistència francesa.

## Edicions en català
- Camus, Albert. La caiguda. Traducció: Bonaventura Vallespinosa.  Barcelona: Ed.Vergara, 1964.[6][7]
- Camus, Albert. La caiguda. Traducció: Maria Bohigas Sales.  Editorial Empúries, 2002. ISBN 978-8475968575.[6]
- Camus, Albert. La caiguda. Traducció: Anna Casassas, 2022 (Raigs Globulars). ISBN 978-84-17925-80-2.[8][9]